# Alsóbún
Alsóbún (románul: Țopa, németül: Klein-Freudendorf ) falu Maros megyében, Erdélyben. Közigazgatásilag Fehéregyháza községhez tartozik.

## Fekvése
A Nagy-Küküllő völgyében fekszik, 370 m-es tengerszint feletti magasságban, Segesvártól 10 km-re keletre, az E60 európai úttól 2 km-re.

## Látnivalók
Az 1640-1641-ben épített Bethlen-kastély.